# ذا سيكرت ستورم
ذا سيكرت ستورم (بالإنجليزية: The Secret Storm)‏ هو مسلسل تم إنتاجه في الولايات المتحدة. بدأ عرضه في سنة 1954 على سي بي إس. بلغ عدد حلقاته 5195 حلقة، وتبلغ مدة الحلقة الواحدة 15 دقيقة. تم بث المسلسل لأول مرة بتاريخ 1 فبراير 1954 بينما تم بث آخر حلقة منه بتاريخ 8 فبراير 1974. من بطولة جادا رولاند ومارلا آدامز.

## وصلات خارجية
- ذا سيكرت ستورم على موقع IMDb (الإنجليزية)
- ذا سيكرت ستورم على موقع ميتاكريتيك (الإنجليزية)
- ذا سيكرت ستورم على موقع كينوبويسك (الروسية)
- ذا سيكرت ستورم على موقع قاعدة بيانات الفيلم (الإنجليزية)